# Oliver Hampel
Oliver Hampel (* 2. März 1985 in Wolfen) ist ein ehemaliger deutscher Fußballspieler.

## Karriere

### Verein
Der Rechtsfuß wechselte 2004 von den Amateuren von Hertha BSC zur zweiten Mannschaft des Hamburger SV in der Regionalliga Nord. Zudem kam er bei der Profimannschaft zu drei Einsätzen im UEFA Intertoto Cup 2004 und stand bei mehreren Bundesliga-Spielen im Spieltagskader, jedoch ohne dort zum Einsatz zu kommen.
2007 wechselte er innerhalb der Regionalliga zu Fortuna Düsseldorf, mit der er sich am Ende der Saison für die neu eingeführte 3. Liga qualifizierte. Dort gab er am 3. Spieltag der Saison 2008/09 sein Debüt in einer Profiliga und stieg am Saisonende mit der Mannschaft in die 2. Bundesliga auf, kam jedoch verletzungsbedingt nur noch zu vier weiteren Drittliga-Einsätzen.
In der Winterpause 2009/10 wechselte Hampel zu den Sportfreunden Lotte in die Regionalliga. Dort erhoffte er sich mehr Spielzeit, konnte mit dem Verein jedoch nicht den als Ziel gesetzten Aufstieg erreichen.
Im Sommer 2010 schloss er sich dem Niederrheinligisten TuRU Düsseldorf an, verpasste aber mit dem Verein als Tabellenzweiter punktgleich mit dem Meister KFC Uerdingen 05 den Aufstieg in die NRW-Liga. 2012 spielte Hampel kurzzeitig für den Kreisligisten Sportring Eller, ehe ihn im Januar 2013 erneut Fortuna Düsseldorf unter Vertrag nahm, um in der zweiten Mannschaft in der Regionalliga auszuhelfen. Im Anschluss beendete er seine Spielerkarriere.

### Nationalmannschaft
Hampel kam zu zahlreichen Einsätzen in deutschen Jugendnationalmannschaften. 2004 nahm er an der U19-Europameisterschaft teil. Im Februar 2005 kam er noch zu einem Einsatz in der U21-Nationalmannschaft und nahm später im Juni 2005 mit der U20-Auswahl an der Junioren-Weltmeisterschaft teil. Dort brach er sich im Auftaktspiel gegen Ägypten das rechte Schien- und Wadenbein, fiel anschließend für eine ganze Saison aus und kam zu keinen weiteren Einsätzen.